# ОШ „Петар Радовановић” Злот
Основна школа „Петар Радовановић” Злот је основна школа која се налази у селу Злот, на територији града Бора. Школа окупља девет генерација ученика, почев од предшколаца до оних који завршавају осмогодишње школовање.

## Историјат
Основна школа „Петар Радовановић” почела је са радом 11. децембра 1839. као мушка трогодишња основна школа на основу решења које је донело тадашње Попечитељство Просвештенија Сербије.  Школа је тада носила назив „Устројеније јавног училиштног  настављенија”, а први учитељ звао се Димитрије Поповић. У први разред увео је десет ђака узраста од 7 до 17 година, искључиво мушкараца. 1871. године је отворена и прва школа за женску децу на Борском подручју, са првом учитељицом Љубицом Тодоровић, али треба рећи да и пре овог догађаја, женска деца угледнијих Злоћана су ишла у школу. 1863. године школа постаје четворогодишња.
Злотска школа је од оснивања радила у просторијама које су биле неподесне и ненаменске. Женска основна школа радила је у изнајмљеном простору. Ђаци обе школе, и мушке и женске, ушли су у величанствени школски храм 1876. године. Школу је, по стандардима које је дало надлежно министарство, изградило село. Изграђена је на истом месту где је школа и данас. У Просветном прегледу из 1880. године записано је: "Ово је величанствена зграда каква се ретко где находи".
Због великог броја ђака, још једна школска зграда изграђена је 1904. године. Током Првог и Другог светског рата школа није радила.
Злот је ослобођен од окупатора 7. октобра 1944. године. Настава је организована већ крајем 1944. године. Посебан проблем био је окупљање деце јер су поједини засеоци веома далеко од центра села. Среске власти су овај проблем решавале отварањем подручних школа у Селишту, Несторовом Потоку, Злаћу, Смолници и на Кобили.
Изграња нове школске зграде започета је школске 1946/47 године, да би се ђаци у њу уселили 1948. године. Изградњом школске зграде, функционалне у сваком погледу, 1948. године у Злоту је установљен пети разред. Наредне године отворен је и шести разред. Школске 1950/51. године шестогодишња школа прераста у седмогодишњу, тада популарну седмољетку, да би 1952/53. године започела рад осмољетка. Осмогодишња школа у Злоту прва је осмогодишња школа у Борском срезу.

## Школа данас
Основна школа у Злоту носи име по Петру Радовановићу, рудару, лидеру синдикалног покрета у Србији и Краљевини Југославији, учеснику свих значајних синдикалних конгреса и скупова у Југославији и Европи и члану Комунистичке партије Југославије од оснивања.
Школу данас чини матична школа у Злоту и издвојено одељење на Кобили. У матичној школи настава се изводи у 14 учионица и 7 кабинета, а поред тога, на располагању је мултимедијална учионица, кабинет за извођење наставе техничког и информатичког образовања, фискултурна сала, ђачка кухиња са трпезаријом, библиотека, отворени спортски терени, затворена спортска хала, адекватан простор за рад ђачке задруге, адекватни простор за наставно, ваннаставно особље и управу школе са администрацијом. Са оваквим расположивим школским простором омогућен је рад школе само у преподневној смени. За ученике путнике организован је бесплатан аутобуски превоз, а организована је и ђачка кухиња.